# (37654) 1994 JQ6
1994 JQ6 (asteroide 37654) é um asteroide da cintura principal. Possui uma excentricidade de 0.12903020 e uma inclinação de 2.13671º.
Este asteroide foi descoberto no dia 4 de maio de 1994 por Spacewatch em Kitt Peak.